# Landkreis Parchim
Landkreis Parchim var en Landkreis i den tyske delstat Mecklenburg-Vorpommern, der eksisterede fra 1994 til 2011.
Området lå syd for Landkreis Güstrow og Landkreis Nordwestmecklenburg, øst for Landkreis Ludwigslust og byen Schwerin, vest for Landkreis Müritz samt nord for delstaten Brandenburg. Administrationsbyen havde samme navn: Parchim.
Under landkreisreformen i 2011 blev landkreisen lagt sammen med Landkreis Ludwigslust til den nye Landkreis Ludwigslust-Parchim.

## Byer og kommuner
(indbyggertal fra  31. december 2006)
Amtsfri kommune
- Parchim, by* (19.187)

Amter med amtstilhørende kommuner og byer
* Markerer amtsadministrationsby
| - 1. Amt Banzkow 1. Banzkow * (2.132) 2. Goldenstädt (653) 3. Plate (3.544) 4. Sukow (1.514) - 2. Amt Crivitz 1. Barnin (479) 2. Bülow (394) 3. Crivitz, by * (4.806) 4. Demen (1.106) 5. Friedrichsruhe (971) 6. Göhren (401) 7. Tramm (618) 8. Wessin (499) 9. Zapel (460) - 3. Amt Eldenburg Lübz 1. Broock (407) 2. Gallin-Kuppentin (613) 3. Gischow (296) 4. Granzin (536) 5. Herzberg (374) 6. Karbow-Vietlübbe (440) 7. Kreien (425) 8. Kritzow (551) 9. Lübz, by * (6.132) 10. Lutheran (335) 11. Marnitz (836) 12. Passow (773) 13. Siggelkow (1.019) 14. Suckow (663) 15. Tessenow (703) 16. Wahlstorf (152) 17. Werder (431) | - 4. Amt Goldberg-Mildenitz 1. Diestelow (491) 2. Dobbertin (1.303) 3. Goldberg, by * (3.616) 4. Langenhagen (144) 5. Mestlin (907) 6. Neu Poserin (599) 7. Techentin (604) 8. Wendisch Waren (404) - 5. Amt Ostufer Schweriner See 1. Cambs (734) 2. Dobin am See (1.990) 3. Gneven (403) 4. Godern (337) 5. Langen Brütz (511) 6. Leezen * (2.227) 7. Pinnow (1.629) 8. Raben Steinfeld (1.141) - 6. Amt Parchimer Umland (* Parchim) 1. Damm (546) 2. Domsühl (1.132) 3. Grebbin (525) 4. Groß Godems (394) 5. Groß Niendorf (248) 6. Karrenzin (657) 7. Klinken (367) 8. Matzlow-Garwitz (672) 9. Raduhn (526) 10. Rom (908) 11. Severin (279) 12. Spornitz (1.479) 13. Stolpe (404) 14. Ziegendorf (751) 15. Zölkow (674) | - 7. Amt Plau am See 1. Barkhagen (611) 2. Buchberg (631) 3. Ganzlin (582) 4. Karow (873) 5. Plau am See, by * (5.804) 6. Wendisch Priborn (472) - 8. Amt Sternberger Seenlandschaft 1. Blankenberg (451) 2. Borkow (536) 3. Brüel, Stadt (3.022) 4. Dabel (1.458) 5. Hohen Pritz (501) 6. Kobrow (478) 7. Kuhlen-Wendorf (1.007) 8. Langen Jarchow (284) 9. Mustin (501) 10. Sternberg, by * (4.619) 11. Weitendorf (493) 12. Witzin (519) 13. Zahrensdorf (385) |

- Wikimedia Commons har flere filer relateret til Landkreis Parchim

53°30′N 11°55′Ø / 53.5°N 11.92°Ø